# The Fast and the Furious (película de 2001)
The Fast and the Furious (titulada: The Fast and the Furious: A todo gas en España y Rápido y furioso en Hispanoamérica) es una película de acción estadounidense de 2001 dirigida por Rob Cohen y protagonizada por Paul Walker, Vin Diesel, Michelle Rodriguez y Jordana Brewster. Producida por Neal H. Moritz y John Pogue, es la primera entrega de la saga Fast & Furious. El título de la película está tomado de la película homónima de Roger Corman.
En la película, una serie reciente de secuestros de camiones hace que Brian O'Conner, un oficial de policía, se infiltre y se haga amigo de Dominic Toretto, un corredor callejero local, para investigar el asunto.
La película entró en desarrollo a finales de 1998, después de que Cohen y el productor Neal H. Moritz leyeran un artículo de Vibe sobre carreras callejeras ilegales en Nueva York. Thompson y Bergquist escribieron el guion original ese año, y Ayer fue contratado poco después. Se consideró a varios actores para los papeles de O'Conner y Toretto, con Walker elegido en 1998 y luego Diesel a principios de 1999, con la pareja asistiendo a carreras callejeras reales en preparación para la película. La fotografía principal comenzó en julio de 2000 y terminó ese octubre, con lugares de filmación que incluyen principalmente Los Ángeles y el área circundante en el sur de California. La música de esta primera parte está a cargo principalmente de artistas del rap como Ja Rule, DMX y R. Kelly.
La película originalmente estaba programada para ser estrenada en todo el mundo en marzo de 2001, pero se pospuso hasta el verano. Se estrenó en el Mann Village Theatre en Los Ángeles el 18 de junio de 2001, y fue distribuida teatralmente en los Estados Unidos por Universal Pictures en junio de 2001. Fue seguida por la secuela 2 Fast 2 Furious en 2003.

## Argumento
En un embarcadero de Los Ángeles, en el estado de California, un contenedor de carga con el nombre Rodgers en el costado es puesto sobre un camión lleno de valiosa mercancía y listo para ser transportado a su lugar de destino. Justo cuando el camión sale del puerto, uno de los trabajadores del muelle hace una llamada telefónica a alguien que no se ve en el film, informándoles sobre cómo identificar el camión y que no olviden su parte del trato. Al caer la noche, el camión viaja por una carretera cuando repentinamente es atacado por tres Honda Civic EJ1 Turbo 1995 negros con luces de neón verdes, los cuales se acercan rápidamente desde atrás. A medida que se acercan al camión, van en una formación agresiva: uno al frente, uno a la derecha y el tercero a la izquierda. Se abre el techo corredizo del Civic de enfrente y emerge un secuestrador con un casco de motocross y armado con una ballesta modificada con un alambre de agarre. Posteriormente el secuestrador dispara a través del lado izquierdo del parabrisas del camión y retira el cristal. Luego, otro secuestrador con otro casco de motocross dispara un segundo tiro en el asiento del pasajero, asegurándose al camión en movimiento. Después salta del Civic al camión y entra en la cabina, donde el conductor del camión intenta luchar contra el secuestrador con un bate de béisbol, sin embargo, el secuestrador le dispara un dardo tranquilizante en el brazo del conductor, hasta que este último debido a los efectos del dardo, acaba siendo sometido y por lo tanto, este equipo consigue apoderarse del camión y de la mercancía.
Al día siguiente, Brian O'Conner (Paul Walker) está en el estacionamiento del Dodger Stadium de Los Ángeles con su Mitsubishi Eclipse RS 420A 1995 realizando una prueba de funcionamiento, pero al alcanzar una velocidad máxima de 225 kilómetros por hora, casi pierde el control de su vehículo y frustrado por no conseguirlo, se sale del estadio. Momentos después, luego de cambiar de auto a una camioneta roja, visita el restaurante-bar de Dominic "Dom" Toretto (Vin Diesel) y la hermana de Dom, Mia Toretto (Jordana Brewster) al ver a Brian sonríe y luego Brian se sienta en el mostrador y le pide un sándwich de atún a Mia. Mientras Mia le prepara su comida, Brian se da cuenta de que Dom está en la parte de atrás y Dom al mismo tiempo lo observa, mientras bebe. Después, un equipo de corredores callejeros llega a la tienda, todos amigos de Dom y Mia, conformados por la novia de Dom, Leticia "Letty" Ortiz (Michelle Rodriguez), Leon (Johnny Strong), Vince (Matt Schulze) y Jesse (Chad Lindberg). Vince, quien está enamorado de Mia se percata de que Brian ha regresado y se enfurece de su presencia; Leon comenta que Brian esta ahí por Mia, pero Letty les recuerda que Brian trabaja con Harry (Vyto Ruginis), el propietario de The Racer's Edge, una tienda de piezas de recambio. El equipo saluda a Mia, mientras Letty le ofrece una bebida a Dom, pero Dom, sin mirarla, le muestra que ya tiene una. A su vez Leon y Jesse se impresionan por la apariencia física de Brian, pero Vince se sienta junto a Brian, molestándolo. Vince entonces le da un cumplido a Mia y mientras Brian se retira, comentando que volverá al día siguiente, Vince inicia una pelea con Brian, diciéndole que se vaya a otro restaurante, ya que a nadie le gusta el atún. Brian lo ignora y Vince lo ataca, iniciando un combate en plena calle, hasta que Dom, por petición de Mia y de Letty, los tranquiliza. Al momento, Dom descubre a través de la billetera de Brian, que su nombre completo es "Brian Earl Spilner" (un alias que Brian utiliza para evitar ser descubierto) y luego Dom le advierte a Brian no regresar otra vez al restaurante-bar.
Momentos después, Brian llega a su trabajo en The Racer's Edge, donde el propietario del local, Harry, recibe una llamada con Dom, en donde este último le pide a Harry que despida a Brian por la pelea que causó previamente en el restaurante-bar, pero Harry se niega a hacerlo por la falta de personal y empleados buenos, además de que su negocio depende de que los conductores aficionados a las carreras callejeras vayan a comprar las mismas piezas que Toretto y su banda usan en sus respectivos autos, las cuales también pagan en efectivo. Al enterarse de que Brian necesita más óxido nitroso (debido a que no alcanza la máxima velocidad), Harry le advierte a Brian que el óxido nitroso no es para los corredores aficionados y que volaría en mil pedazos si algo sale mal. Sin embargo Brian insiste y sin pensarlo dos veces, elige dos tanques de los grandes y que los necesita para esta noche, sin darse cuenta de que esos tanques le podrían hacer estallar el motor del auto. Esa misma noche, durante una reunión de carreras locales, Brian llega con su Mitsubishi Eclipse y un corredor de apuestas locales, llamado Héctor (Noel Guglielmi) se le acerca, contándole que él pronto será un corredor en un circuito profesional. Al mismo tiempo, otro corredor llamado Edwin (Ja Rule) aparece y critica la bravuconería de Brian y sus habilidades potenciales. Más tarde, llegan Dom (usando un collar de crucifijo), Mia, Letty, Leon, Jesse y Vince a la reunión y Dom organiza la carrera con una apuesta de $2,000, por lo que nombra a Héctor como el tesorero de la carrera, pero en ese momento Brian se le aparece y les menciona que no tiene efectivo a la mano, pero que en su lugar decide apostar su auto con un motor modificado, valorado en $10,000. Cuando Jesse revisa el motor del auto de Brian, todos se impresionan y Dom acepta integrarlo en la carrera. Rápidamente, todos los presentes se dirigen a una calle de 4 carriles en línea recta en la ciudad, bloqueando el paso de los demás autos civiles de la zona. Dom, Brian, Edwin y el piloto Danny Yamato (RJ De Vera) se preparan para la carrera, mientras una mujer llamada Mónica le insinúa a Edwin que si gana tendrá su recompensa. Por otra parte, Leon monitorea el escáner de la policía en busca de signos de que su actividad ilegal no haya llamado la atención del Departamento de Policía de Los Ángeles. Con la costa despejada, Héctor inicia la carrera y Brian permanece en último lugar hasta que este activa el óxido nitroso y comienza a pasar a los otros, quedando solamente Dom, pero Brian ignora la advertencia de su portátil (debido a que el colector se estaba dañando por el uso excesivo del nitro) y activa el segundo tanque de nitro, lo que provoca que se desarme el suelo del asiento del pasajero. Por un momento parecía que Brian ganaba la carrera, sin embargo, Dom activa sus tanques de nitro y gana la carrera, mientras que Brian pierde su auto frente al Mazda RX-7 FD3S Veilside 1993 modificado de Dom.
Cuando la carrera termina y Dom es reconocido como el ganador, Edwin se acerca a Mónica sobre su propuesta, pero ella lo rechaza debido a que él perdió la carrera y lo humilla abiertamente frente a la multitud espectadora. Por otro lado, Brian se reúne con los demás corredores y Torreto, donde en tono burlón, Brian le dice a Dom que casi le gana en la carrera, pero este último se burla de Brian frente a todos los presentes y le menciona que esta alucinando y que su estilo de conducción fue bastante mediocre y patético, ya que Brian ni siquiera pudo controlar bien el auto, además de que también le recalca a Brian que hizo los cambios como su abuelita los haría y que tuvo bastante suerte de que el inyector no reventara la transmisión por su imprudencia, por lo que ahora Dom y sus mecánicos deberán desarmar todo el motor del auto y reemplazar los inyectores que Brian quemó por su tontería, finalmente Dom también le menciona a Brian que puede preguntarle a cualquier piloto o incluso a un piloto profesional, en las carreras no importa si ganas por mucho o por poco, lo que importa es ganarla. Sin embargo, en ese momento, Leon intercepta un aviso de la policía sobre la carrera ilegal y luego informa a Héctor y a los demás conductores que la policía se acerca al lugar. Inmediatamente todos los presentes se dispersan, obligando a todos a escapar del lugar y perder de vista a la policía. En medio del caos del escape, Dom rápidamente conduce hasta un estacionamiento y deja ahí su auto con la intención de caminar a casa y pasar desapercibido, pero es descubierto por una patrulla de policía y se ve obligado a correr a pie. Sin embargo, Brian llega a tiempo para evitar que Dom fuera arrestado, evadiendo con gran habilidad a las patrullas, pero Dom le confiesa que era la última persona que esperaba ver. Cuando Brian le comenta que si tal vez se gana su amistad le permitiría quesarse su auto, Dom le recalca que esta agradecido, pero no se lo puede quedar. Después, Dom le pregunta si ha robado autos, pero Brian lo niega, luego le pregunta si ha estado en prisión y Brian le menciona que estuvo un par de noches en ellas pero nada grave, sin embargo, Dom le menciona si puede explicarle de los años en la correccional de Tucson por robar autos, por lo que Brian se limita a no decirlo. En eso, Dom le menciona que revela que le pidió a Jesse que lo investigara y que en Internet se puede encontrar todo sobre cualquier persona. Ante esta revelación, Brian por su parte, le pregunta a Dom sobre su pasado y éste le revela que estuvo 2 años en la prisión de Lompoc, pero moriría antes de volver ahí.
Mientras tanto, accidentalmente Dom y Brian llegan a Little Saigon, en el sur de California, territorio controlado por el rival de Dom llamado Johnny Tran (Rick Yune), acompañado de su primo Lance Nyguyen (Reggie Lee) y su banda. Luego son obligados a seguirlos hasta el taller de Tran y este le advierte a Dom que se retiraran de su territorio; en el proceso, Tran también le pregunta a Dom quien es la persona que lo acompañaba y este le responde que Brian es su "nuevo mecanico" y este le pregunta a Brian si el Eclipse es suyo, pero Brian le responde que lo era, ya que ahora es propiedad de Dom como parte de la apuesta en la carrera, sin embargo, Dom le menciona que aún no tiene la factura del auto y por lo tanto no le pertenece legalmente a él todavía, por lo que Tran asume que el auto no le pertenece a ninguno, posteriormente Tran y su banda deciden retirarse del lugar y también le advierte a Dom que se prepare para perder en las siguientes "Race Wars".
Justo cuando Tran y su banda se retiran del lugar, Brian inmediatamente le exige una explicación a Dom sobre que es lo que ocurre, pero Dom solo se limita a decirle que es una larga historia ya que debían irse rápido de ahí, sin embargo cuando Brian y Dom se disponen a irse, Tran y su primo Lance regresan y le disparan al auto de Brian con subfusiles Heckler & Koch MP5 con silenciadores, provocando la ruptura del tanque de óxido nitroso y por consiguiente, la destrucción del Eclipse al explotar el gas. Minutos después, Brian le exige nuevamente a Dom saber por qué le hicieron eso a su auto, pero éste se limita nuevamente a decir que es una larga historia, pero Brian insiste una vez más que tienen 40 millas para hablar antes de llegar a su casa y que tienen suficiente tiempo, entonces Dom le revela que todo esto es debido a un negocio que salió mal entre ambos y que además Dom cometió el terrible error de acostarse con la hermana de Tran. Horas después de esto, el dúo llega a la fiesta en la casa de Dom, la "1327", pero cuando Brian se retiraba hacia su casa, Dom decide invitarle una cerveza Corona por haberlo salvado de la policía, al mismo tiempo que Mia observa todo por la ventana de su habitación y decide arreglarse para Brian. Al entrar a su casa, Dom está molesto con su equipo por haberlo dejado cuando los necesitaba, pero Vince se defiende, diciéndole a Dom que había muchos policías por todas partes. Dom le quita la cerveza Corona a Vince, pero cuando este último ve a Brian en la fiesta, le reclama a Dom por haberlo invitado, a lo que Dom le revela que Brian lo salvó de ir a prisión y entonces Dom le da la cerveza de Vince a Brian, quien a su vez la limpia. Cuando Brian se retira al baño, Vince y Leon le muestran su preocupación a Dom sobre el por qué haya traído a Brian a la fiesta. Después, Dom sube las escaleras con Letty (ya que ella le sugirió darle un masaje) y Dom le informa a Brian que aún le debe "un auto de diez segundos" (un auto que puede conducir un cuarto de milla en menos de 10 segundos, desde un punto muerto). Entonces, las tensiones aumentan cuando Brian se queda solo con Vince, Leon y Jesse. Sin embargo, Mia interrumpe y aleja a Brian del trío para unirse a ella para tomar una copa en la cocina. Ella le señala a Brian que a su hermano le agrada y que es inusual que eso pase.
Al día siguiente, mientras Brian se dirigía a su trabajo, es arrestado por el sargento Tanner (Ted Levine) y el oficial Muse (Stanton Rutledge), para luego ser llevado a un cuartel de la policía, ubicado en una antigua casa de Elizabeth Taylor que Eddie Fisher le compró en la década de 1950, confiscada anteriormente y ahora ha sido reubicada para una base de operaciones por un grupo de trabajo del FBI, en donde Brian es sacado del auto y sus esposas son removidas, revelando que su arresto fue a propósito en caso de que lo estuvieran vigilando, además de ello, se revela que Brian es de hecho un oficial de policía encubierto. Ahí se reúnen con el agente Bilkins (Thom Barry), el cual está molesto con Brian por dos motivos: el primero, por la destrucción del Eclipse que estaba valorado en $80.000 y el segundo, es que ya tienen 2 meses sin información de los últimos 4 robos ocurridos a camiones cargueros, debido a que los asaltantes se llevaron $6,000,000 en mercancía. Tanner a su vez asegura que los políticos los tienen en la mira y es por eso que Brian está de encubierto, informándole también de los Civic involucrados en los atracos. Luego, Brian agrega que sabe que los robos giran en torno a Dom, tal vez no siendo el responsable, pero si sabiendo quien es el culpable y Bilkins le exige a Brian conseguir una prueba que dé con la banda. Una vez afuera, se revela que Harry, el dueño de la tienda The Racer's Edge, donde trabaja Brian, es un informante de la policía vigilado, debido a que su cooperación con la policía lo ayudará a evitar ir a prisión, por recibir cosas robadas y Tanner también le revela a Brian que en el pasado, Dom casi mató a un hombre a golpes, pero Brian le comenta a Tanner que necesita un auto nuevo.
Más tarde, Brian lleva un maltrecho Toyota Supra 2JZ BiTurbo 1994 al taller de Dom, diciéndole a Dom que ese es su auto. Dom y su equipo se ríen, hasta que Brian los hace abrir el capó del auto y se dan cuenta de que la mayoría de las partes debajo del capó están en perfectas condiciones. En eso Jesse considera que con dicho auto podrían ganarles a todos en la pista después de invertirle unos $15.000 o más para repararlo y también importando las piezas que necesitan desde Japón. Dom entonces le dice que lo ponga en su cuenta final con Harry y también le informa a Brian que lo integrará a la carrera del desierto en "Race Wars". A su vez Mia le revela a Brian que ya es parte del grupo de Dom. Después obtienen todas las piezas de recambio, mientras Jesse le muestra a Brian un diseño de software sobre cómo se verá el auto una vez reparado. Brian se muestra impresionado por el diseño, preguntándole si estudio eso, pero Jesse le revela que tiene un trastorno de déficit de atención y por eso fracasó en la escuela, pero encontró confort con los motores de los autos. Luego el equipo prepara una parrillada en el patio por ser Día de Acción de Gracias, sin embargo, Vince al darse cuenta de que Brian está ahí, decide irse. Cuando están a punto de comer, Jesse es el primero en tomar la comida, por lo que Dom le dice que debido a eso, él dará la oración de agradecimiento. Después de la oración de Jesse luego llega Vince a comer, aunque mirando fijamente a Brian. En la noche, Brian ayuda a Mia a lavar los platos, pidiéndole una salida juntos, pero Mia le asegura que no sale con los amigos de Dom. Vince aparece entonces y se burla de Brian, sin embargo, Mia le pide a Brian que la invite a salir a un restaurante cubano donde Vince la invitó con anterioridad, lo que enfurece a Vince.
Al día siguiente, Héctor se aparece en The Racer's Edge para comprar unas piezas para unos autos de su taller, llevando tres de cada uno y paga en efectivo por todo. Esa noche, mientras Héctor y sus amigos se divierten en el restaurante-bar, "El Gato Negro", Brian se infiltra en el taller de Héctor para buscar algunas pistas y encuentra unos Civic, creyendo que eran los del asalto, pero los neumáticos no coinciden, ya que los Civic del asalto usan neumáticos Mashamoto ZX y los que Héctor y sus amigos utilizan son neumáticos Pirelli, sin embargo, cuando Brian sale del taller de Héctor, es golpeado sorpresivamente en la cabeza con una escopeta que traía Vince, quien luego lo lleva ante Dom, el cual le exige inmediatamente una explicación. Brian entonces les miente diciéndoles que está ahí porque le debe un segundo auto a Dom y contándoles todo lo que Héctor había comprado. Cuando Dom le pregunta si su plan es entrar a revisar los talleres de todo el mundo, Brian le afirma que si, ya que como Dom sabe, no puede perder otra vez. Sin embargo, Vince acusa a Brian de ser policía, lo cual él niega, por lo que Dom le dice que darán un paseo. Momentos después, Brian, Vince, Jesse y Dom, conducen al taller de Tran, entrando sólo Dom, Brian y Vince, mientras Jesse vigila desde su auto afuera, pero cuando Dom y Vince revisan los autos de Tran, descubren que les faltan los motores. Por su parte, Brian encuentra mercancía que se encontraba en el camión que fue asaltado, sin embargo, cuando se disponían a salir, Dom recibe una llamada de Jesse, advirtiéndoles que Tran, Lance y su banda se acercan al lugar, por lo que deciden esconderse y espiar a la banda de Tran, la cual estaban interrogando a Ted Gassner (Beau Holden), un traficante y reductor de motores. Después, Tran lo tortura, echándole encima aceite de motor en la boca, para averiguar donde estaban los motores que Tran le pidió, descubriendo que estaban escondidos en su almacén, por lo que deciden buscar sus motores. Al día siguiente, Brian le avisa a sus superiores sobre lo ocurrido; entonces con la investigación que les conduce Brian, el propio Bilkins les sugiere arrestar a Tran y su banda por los secuestros, aunque Brian comenta que sólo son sospechas y necesita más evidencias. Poco después Bilkins les informa que los camioneros están a punto de tomar represalias contra la banda de ladrones, incluso llegando al punto de llevar armas de fuego, debido a los constantes secuestros y robos de sus mercancías. Para entonces, el sargento Tanner le pide a Brian que les cuente lo que averiguó sobre Héctor, pero la investigación de Brian no concuerda con él, ya que como este notó previamente los neumáticos de los autos de Héctor no coincidían con los de los asaltantes, además de que tampoco cree que sean Dom y Vince los asaltantes. A su vez, el oficial Muse dice que tal vez Mia le está nublado el juicio a Brian, pero al hacer un comentario grosero sobre Mia, rápidamente Brian se enfurece y lo empuja contra el suelo. Pero entonces, Tanner detiene a Brian y le pide que se tranquilice, a su vez le cuestiona si leyó el expediente de Toretto, a lo que Brian le comenta que ya lo memorizó y Tanner le menciona que lo vuelva a leer nuevamente, pero en lugar de hacer eso, el mismo Tanner le menciona a Brian que mejor observe unas fotos que tiene ahí, en las que se muestra como Dom casi mató a un hombre a golpes con una llave inglesa.
Más tarde en el taller de Dom, mientras Letty, Leon y Jesse trabajan en el motor del Toyota Supra, Brian le cuenta a Dom que saldrá a cenar con Mia esa noche, a lo que Dom le advierte que si le rompe el corazón, este le romperá el cuello. Entonces Dom le pide a Brian que lo acompañe un momento a ver algo que tiene en el garaje de la casa y Dom le muestra un Dodge SuperCharger R/T 1970 color negro, el cual Dom y su difunto padre arreglaron desde cero. Le cuenta que su padre lo conducía cuando competía en las carreras en un cuarto de milla hace unos años atrás y Dom por su parte, le revela que jamás ha conducido dicho auto porque según este, le causa algo de pánico. Dom le cuenta que un día un piloto llamado Kenny Linder se estrelló contra su padre e hizo que se estrellara contra una pared a 193 km, lo que provocó la ruptura de los tanques de combustible y la muerte de su padre. Además de que recuerda haber escuchado gritar a su padre, pero los testigos del incidente afirmaron que su padre murió antes de que el auto explotara y entonces era Dom el que gritaba. Luego de aquel incidente, Dom vio a Linder una semana después y lo golpeó una vez con una llave inglesa, pero continuó golpeándolo en un ataque de furia involuntario hasta que no pudo levantar los brazos (haciendo que Brian se diera cuenta de que era el hombre de las fotos que Tanner le mostró previamente). Posteriormente, Linder se convirtió en un conserje de escuela y tiene que ir en autobús todos los días de su vida, mientras que Dom por otro lado fue excomulgado de por vida del automovilismo (un suceso clave en el que se muestra en un flashback de la novena entrega). Dom además le comenta a Brian diciéndole: "Vivo la vida a un cuarto de milla a la vez, nada más importa, ni hipotecas, ni el negocio, ni mi equipo y sus tonterías. Por esos 10 segundos o menos, soy libre". Al caer la noche, Brian sale a cenar con Mia al restaurante cubano y Brian le pregunta la historia del equipo de Dom. Mia por su parte le cuenta que Vince era amigo de la infancia de Dom; Letty era su vecina, también aficionada a los autos y naturalmente, ella y Dom se enamoraron y al final Jesse y Leon llegaron un día y se quedaron, contándole también que Dom es como la gravedad, siempre todo va a él, así como Brian, pero Brian le asegura que a él lo atrajo Mia y en el proceso conoció a Dom. Luego deciden dar una vuelta en el auto de Mia. Pero entonces, ocurre un nuevo robo y consecutivamente, Brian y Mia duermen juntos, cuando suena el móvil de Brian. El sargento Tanner le informa encubiertamente a Brian que los secuestradores de camiones habían atacado nuevamente y que Bilkins había tomado la decisión de arrestar a Tran y su banda como los posibles sospechosos en la investigación por lo que Brian da su consentimiento y cuelga antes de que Mia se dé cuenta de su identidad como policía.
Al día siguiente, el sargento Tanner, Brian y el Departamento de Policía de Los Ángeles y el FBI presentan simultáneamente órdenes de arresto contra Tran, Lance y el resto de sus hombres por el secuestro de los camiones, mientras que Dom y Letty comparten un momento juntos en su taller. En otro lugar, Lance está comiendo con otros en un restaurante que la policía allana. Lance intenta escapar, pero un policía lo somete violentamente y lo arrestan. Al mismo tiempo que la policía invade la casa de Tran y su familia y lo arrestan. Más tarde, esa noche, Bilkins informa que después de efectuar los arrestos, descubrieron que Tran y su banda estaban limpios y que la mercancía hallada por Brian en el taller fue comprada legalmente y lo único que tienen contra Tran y su banda son cargos por posesión ilegal de armas de fuego y multas por carreras, demostrando que son inocentes. Entonces el mismo Bilkins le cuestiona a Brian si esa es toda la información que tenía y Brian por su parte le cuestiona si lo culpara por el error, a lo que Bilkins le contesta que puede culparlo si quiere y le da un lapso de 36 horas para resolver el caso o de lo contrario lo despedirá. Tras la reunión, Brian sale indignado a tomar un poco de aire, pero en eso Tanner le comenta que saben que Dom y su banda son los verdaderos responsables de los robos, además de que Tran y Héctor sólo son una cortina de humo y le advierte a Brian para que no deje que sus sentimientos por Mia lo hagan mentir. Sin embargo, Brian le confiesa a Tanner que Dom no quiere volver a prisión, pero Tanner le responde que esa es decisión de Dom y advierte a Brian que hay distintas clases de familia y además lo exhorta a elegir cual de las dos tendrá que apoyar.
Con el Toyota Supra totalmente terminado y preparado para la carrera, Dom y Brian llevan el auto por la autopista de la costa del Pacífico, donde lo compiten contra un Ferrari F355 Spyder 1999, donde el Toyota Supra lo supera con facilidad. Posteriormente después de la carrera, el dúo hacen una parada en un restaurante de cangrejos en la playa donde él y Dom almuerzan un rato. En ese momento Brian, con el tiempo en su contra ahora, se vuelve más agresivo con Dom, preguntándole cómo gana todo el dinero que gasta en motores, porque seguramente no lo gana todo haciendo reparaciones y vendiendo comida. Dom mira a Brian y luego le entrega un trozo de papel con instrucciones para "Race Wars", informándole que hablarán después de que Brian haya demostrado su desempeño en la pista.
En el día de las carreras en "Race Wars", Brian llega y mientras tanto, Letty compite primero, ganando su carrera fácilmente, pero por otro lado, Brian se encuentra con Jesse, quien le revela que ha apostando el Volkswagen Jetta III 1995 de su padre en la carrera, creyendo que ganaría fácilmente, asegurándole que después de que su padre salga de prisión se irán de viaje, pero Brian le advierte que su padre lo asesinaría tras salir de prisión. El turno de Jesse llega, pero mientras Leon alienta a Jesse, Brian se da cuenta de que el que competiría contra Jesse es Tran en su Honda S2000 F20C 2000. Brian trata de advertirle a Jesse que no lo haga, pero Jesse confiado, lo ignora. La carrera entre Jesse y Tran da inicio; al principio Jesse supera a Tran con su sistema de óxido nitroso en su auto. Pensando que tiene la delantera, Jesse baja la guardia, pero Tran activa su propio sistema de óxido nitroso y adelanta rápidamente a Jesse, ganando la carrera. Jesse entra en pánico y escapa a toda velocidad de "Race Wars", mientras que Leon le avisa de esto a Dom, provocando que Tran vaya con Dom, exigiéndole buscar el auto. Dom por su parte, se niega, advirtiéndole que no están en su barrio y que tenga cuidado con sus palabras, pero esto molesta a Tran, pensando que había sido Dom el que presuntamente lo había delatado con la policía para que lo arrestaran a él y a Lance; por esta acusación, inicia una pelea, en la que Dom golpea brutalmente a Tran. En medio de esto su primo Lance, quien venía a ayudar a Tran, rápidamente es golpeado por Letty, para que este no interfiera, mientras que por otro lado Dom es apartado por Vince y dos guardias de seguridad de la pelea, mientras Dom le grita a Tran que él jamás delata a nadie. A las 5 de la madrugada, Brian va a buscar a Mia a su remolque, pero cuando se asoma por la ventana del remolque ve a Mia discutiendo afuera con Dom, para que este desista de lo que está haciendo, pero Dom, Letty, Vince y Leon salen de "Race Wars" para cometer otro secuestro.
Justo cuando Mia regresa molesta de la discusión, Brian le pregunta agresivamente por qué está molesta y hacia dónde va el equipo en medio de la noche, donde también este ya sabe del robos a los camiones. En eso, Mia trata de evadirlo sobre el tema, hasta que Brian se ve forzado a confesarle a Mia su condición de policía encubierto, lo cual en un principio enfurece a Mia y le pide que se largue de su vista, sin embargo Brian la detiene y le explica que sus sentimientos por ella son completamente reales, pero que ahora no hay tiempo para discusiones entre ellos y que lo más importante ahora es salvar a su hermano y sus amigos de los conductores de camiones, ya que los mismos estarán armados y van a tomar represalias contra los secuestradores, además de ello le menciona que todas las agencias de la ley están vigilando todas las rutas de los camiones. Sin tiempo que perder y a regañadientes, Brian y Mia deciden dejar la fiesta de "Race Wars" en el Toyota Supra y salen a rescatar al equipo antes que sea demasiado tarde. Mientras están en camino, Mia le revela a Brian el lugar donde los Civic están escondidos, pero Brian considera que Dom y los otros ya no darán marcha atrás, ya que la Interestatal 83 también esta vigilada por lo que Brian le pide a Mia revisar el mapa para saber qué otras rutas faltan por cubrir; ante tal panorama Brian decide llamar a la central de policía para solicitar el rastreo de la señal del teléfono celular de Dom, por lo que Brian le pide a Mia el número para iniciar el rastreo, por lo que Mia a regañadientes le entrega el número. Por otro lado, Dom, Letty, Vince y Leon llegan hasta un sitio remoto a las afueras de Thermal, California, donde los Civic están ocultos y los preparan para el trabajo. Pero ahora como les falta Jesse en la formación, Dom pide a Letty tomar su puesto, sin embargo, Leon y Letty le comentan a Dom que tienen un mal presentimiento sobre este último secuestro y que no deberían de hacerlo sin Jesse, pero Dom insiste en seguir con el trabajo, ya que lo tenían planeado desde hace un mes y les comenta que después de esto, todos se tomarían unas vacaciones; en ese momento Dom se aproxima a Letty y le habla de un sueño que tuvo en el que iban a una playa en México y deben hacerlo realidad. Justo entonces el equipo se ponen en marcha para iniciar el robo con los Civic, por otro lado Brian recibe la respuesta de la central de policía y localizan la posición actual de la señal del teléfono móvil de Dom la cual se dirige hacia el norte por la autopista 86 cerca de la milla 114, al escuchar esto Brian le pide a Mia el mapa un segundo para revisar donde está ubicada esa autopista y pronto descubre que están a 64 kilómetros de la posición actual de la señal, por lo que deciden darse prisa.
Al caer la luz del día, Dom y su equipo, se preparan para el secuestro, persiguiendo un camión en una carretera solitaria. Rápidamente Dom y el resto del equipo se colocan en sus respectivas posiciones, donde inicialmente Dom se coloca frente al camión, mientras Vince emerge con el casco de motocross y la ballesta modificada, la cual momentos después le dispara al lado derecho del parabrisas del camión y retira el cristal, para después disparar el segundo tiro en el asiento del pasajero, asegurándose al camión. Sin embargo, cuando Vince se preparaba para saltar al camión en movimiento, Dom inmediatamente se percata por el retrovisor de su auto que el conductor del camión tiene una escopeta recortada, preparada para repelerlos. Tras descubrir esto, Dom intenta advertirle desesperadamente a Vince que no salte al camión por el peligro inminente, pero esto resulta ser inútil ya que Vince sin escuchar la advertencia salta al camión en movimiento, pero el camionero rápidamente le dispara con su escopeta, causando que Vince esquive los disparos. Ante tal situación infortunada, Dom intenta hacer que Vince salte del camión en movimiento a su auto, pero Vince se queda atrapado en la parte frontal del camión con el cable del arnés, a la vez de que Dom y Vince tratan de esquivar los disparos del conductor del camión. Por otro lado Letty, intenta distraer al conductor, pero en su defecto este le mete un disparo en el vidrio trasero, forzando a Letty a retroceder, pero justo cuando Vince se disponía a saltar, el camionero frena bruscamente haciendo que Vince salga volando de la parte frontal y se estrelle contra la puerta del lado derecho de la cabina del camión, enredando su brazo en el arnés. Por su parte, Dom intenta ayudarlo pero recibe múltiples disparos en su auto por el conductor del camión y uno de esos le revienta uno de los neumáticos delanteros. Ante tal situación, Letty le pide a Dom que se aparte del camino, para ella intentar rescatar a Vince, pasando por debajo del remolque del camión hacia el lado donde esta, pero el camión la embiste violentamente y termina chocando afuera de la carretera, quedando gravemente herida al volcar su Civic. Por otro lado, Dom le ordena a Leon volver por ella y Leon rápidamente da la vuelta y regresa al lugar del choque y trata de ayudar a Letty a salir del auto volcado. En ese momento, aparecen Brian y Mia, quienes los venían siguiendo y observan desde atrás, mientras que Vince resulta gravemente herido, después de recibir un disparo en el costado por el conductor del camión. Dom sigue intentado ayudar a Vince, hasta que el conductor de camión le dispara al motor del auto de Dom, dejándolo fuera del rescate y ahora Brian y Mia se preparan para rescatar a Vince. Inicialmente Brian retira el techo de su auto y luego le pide a Mia que tome el volante y se acerque lo suficiente para momentos después saltar al camión y desengancha a Vince del arnés, justo en el momento que el conductor del camión se encontraba recargando su escopeta recortada, tras esto Brian le pide a Mia acercar el auto y pone a salvo a Vince en el Toyota Supra, pero súbitamente el conductor del camión termina de recargar su escopeta y se prepara para dispararle Brian, el cual rápidamente salta a su auto, salvándose por poco de recibir un disparo del conductor del camión. Momentos después el camionero embiste al Toyota Supra y obliga a Mia, Brian y Vince a salirse de la carretera, mientras el camión se aleja rápidamente de la escena tras haber frustrado el secuestro. Minutos después, Dom, Leon y Letty, llegan a donde se encontraban Brian y Mia, quienes sacaron a Vince del auto y lo depositan en el campo mientras intentan curar la hemorragia de Vince. Por su parte, Dom le confirma a Letty que todo se terminó y que la ama, luego le pide a Leon que la cuide por unos minutos y llega con Mia, Brian y Vince. En eso Brian le menciona a Dom que Vince necesita asistencia médica urgente o de lo contrario morirá y toma la difícil decisión de revelar su verdadera identidad como policía para llamar a un helicóptero médico. La revelación enfurece a Dom, pero se contiene a sí mismo luego de que Vince comenzará a entrar en estado de shock por sus heridas, minutos después el helicóptero médico llega por Vince y lo llevan al hospital, mientras Dom regresa con Leon y Letty. Por otro lado Mia observa a Brian unos segundos, antes de irse también con los demás y regresar.
Brian sigue a Dom hasta su casa y lo amenaza a punta de pistola para impedir que huya pero Dom, armado con una escopeta, responde no quiere huir. Cuando Brian le pregunta dónde están Leon y Letty, Dom le comenta que ya se fueron. Luego le dice que tiene que buscar y proteger a Jesse antes de que Tran lo encuentre, pero Brian le contesta que llamará a la policía y que estos encontrarán a Jesse antes de que Tran se le acerque y Mia intenta interferir en la discusión, pero Dom le ordena no entrometerse. Pero justo en ese momento, Jesse llega poco después, pidiendo disculpas por sus acciones en "Race Wars" y le pide ayuda a Dom. En esos momentos, Tran y su primo Lance, llegan sorpresivamente en sus motocicletas armados con subfusiles y comienzan a disparar contra la casa de Dom. Mientras que Brian y Mia se cubren de los disparos, Dom por su parte corre hacia Jesse siendo casi alcanzado por los disparos, pero los disparos desafortunadamente impactan a Jesse, matándolo en el acto. Dom abraza el cuerpo sin vida de Jesse, mientras Mia llorando grita por él. Brian entonces persigue a Tran y Lance en su Toyota Supra, mientras que por su parte, Dom también se dispone a ir tras ellos, aunque Mia le pide que no vaya y ella se queda con el cuerpo de Jesse, mientras que Dom toma el volante del Dodge Charger R/T de su difunto padre. Mientras tanto, Brian se aproxima a Tran y Lance, hasta que Lance maniobra y se coloca detrás de Brian, disparándole. Pero justo en ese instante, Dom se aparece repentinamente y saca a Lance de la carretera, haciéndolo caer por una pendiente empinada, hiriéndolo de gravedad y pareciendo incapaz de levantarse. Dom lo observa por unos breves momentos y se marcha, mientras que Brian gira su auto y abre fuego contra Tran, impactándolo dos veces en la cadera y el abdomen, lo que hace que Tran se caiga y choque violentamente contra una pared, matándolo.
Inmediatamente, Brian se dirige a ver si Tran tiene pulso, pero descubre que no y ve a Dom esperándolo en la cima de la colina, por lo que Brian le grita a los que están presentes en el lugar que llamen una ambulancia y se sube corriendo a su auto y persigue a Dom, donde lo encuentra en un semáforo. Cuando Brian se detiene, Dom le dice a Brian que solía correr ahí en sus años de estudiante y que el cruce de ferrocarril que se encuentra frente a ellos marca un cuarto de milla, justo desde donde están en el semáforo. Cuando el semáforo se pone en luz verde, Brian y Dom deciden hacer una carrera callejera improvisada, tratando de pasar enfrente de un tren en movimiento, que al final ambos logran pasar sin problemas. Pero justo en el momento que Dom se distrae del camino, un camión se aparece sorpresivamente y provoca que Dom se estrelle violentamente contra el mismo, volcando su auto dos veces en la calle y el mismo queda inutilizable. Tras el violento choque, Brian corre a ayudar a Dom y este último le informa a Brian que ese choque contra el camión no era algo que tenía en mente para una carrera. Posteriormente, Brian ayuda a Dom a salir del Dodge Charger R/T destrozado y escuchan las sirenas de los servicios de emergencias y policías acercándose a la escena del accidente. Pero mientras esperan, Brian mira a Dom con un sentido de comprensión y le ofrece las llaves del Toyota Supra reconociendo que le debía a Dom un segundo auto de diez segundos, por lo que Dom asiente y toma las llaves del auto, partiendo antes de que la policía pudiera alcanzarlo. Luego de que Dom abandona el lugar con el auto, Brian por su parte se da la vuelta y se aleja caminando de la escena mientras los servicios de emergencias se acercan.
En una escena poscréditos, Dom aparece conduciendo en Baja California, México, en un Chevrolet Chevelle SS 1970, donde en un voice-over termina diciendo: "Vivo la vida a un cuarto de milla a la vez, nada más importa, pero por esos 10 segundos o menos, soy libre" y finalmente sigue su camino por el desierto.

## Reparto
- Paul Walker es Brian O'Conner / Brian Earl Spilner, un detective del Departamento de Policía de Los Ángeles que es enviado encubierto por el FBI para localizar y detener a los tripulantes de los secuestradores de camiones. Él trabaja a tiempo parcial en The Racer's Edge, la tienda de Harry, para conectar con carreras callejeras y saber más acerca de los equipos y se conecta con Dom después de que impidiera que Dom fuera arrestado. Sus autos que conduce son un Mitsubishi Eclipse RS 420A 1995 verde, y más tarde, un Toyota Supra 2JZ BiTurbo 1995 anaranjado. Mark Wahlberg, Christian Bale, y el rapero Eminem fueron considerados para el papel de Brian.
- Vin Diesel es Dominic "Dom" Toretto, un corredor callejero profesional y líder de los secuestradores. Vive solo con su hermana Mia y su padre era un corredor de automovilismo profesional, que fue asesinado en una carrera por un compañero piloto llamado Kenny Linder. Su coche se estrelló en la pared y se quemó. Dom golpeó a Linder con una llave inglesa, y fue desterrado de los circuitos de automovilismo de por vida. Después de eso, se convirtió en un corredor callejero. Él usa un Mazda RX-7 FD3S Veilside 1993 rojo y un Honda Civic EJ1 Turbo 1995 negro y tiene un Dodge SuperCharger R/T 1970 de su difunto padre en su garaje.
- Michelle Rodriguez es Leticia "Letty" Ortiz, la novia de Dom y parte del equipo. Vivía en las calles y siempre ha estado relacionada con los coches. Dom era su amor y ella se unió a su equipo cuando cumplió 16. Ella es una mecánica calificada y conductora. Ella usa un Nissan 240SX 1993 y un Honda Civic EJ1 Turbo 1995 negro.
- Jordana Brewster es Mia Toretto, la hermana de Dom. Aunque ella es muy consciente de los secuestros de Dom, ella no es la parte del equipo. Ella es también la novia de Brian, pero no sabe que él es un policía. Ella dirige una pequeña tienda de comestibles donde Dom y su equipo suele reunirse y Vince también está enamorado de ella. Ella también es una piloto muy hábil y tiene un Acura Integra DC2 Type R 1991.
- Chad Lindberg es Jesse, amigo y parte de la tripulación de Dom. Creció en las calles y fue traído al grupo por Leon. Él se hizo amigo de Dom cuando cumplía condena en la cárcel y él tiene un Volkswagen Jetta III 1995. Él es un genio de la informática y es brillante en matemáticas y álgebra. También participa en los secuestros como un conductor. Fue asesinado por Tran cuando escapó después de perder una carrera apostando el auto de él.
- Johnny Strong es Leon, amigo y parte de la tripulación de Dom. Creció con Vince y es entonces parte del grupo. También trajo a Jesse. En los secuestros, se desempeña como atacante. Él conduce un Nissan Skyline GTR R33 1996 amarillo y un Honda Civic EJ1 Turbo 1995 negro. Tras el último secuestro, no se sabe lo que pasó con él, pero creen que dejó Los Ángeles.
- Matt Schulze es Vince, amigo de la infancia de Dom y parte del grupo. Creció con Dom y León y se conocían desde que eran niños. Él está enamorado de su hermana Mia y no le gusta a Brian, ya que sospecha que él es un policía, usa un Nissan Maxima 1999. El último secuestro fallido, fue baleado por un conductor de camión y Brian le salvó la vida. Se da a entender que él escapó del hospital y huyó a Brasil, estableciéndose en Río de Janeiro y se casó con Rosa.
- Rick Yune es Johnny Tran, el principal rival de Dom y líder del equipo de Little Saigon. Él es inicialmente el principal sospechoso en el caso de Brian como un secuestrador, pero se enteró de que se había equivocado. Por lo general, conduce motos con su primo Lance, pero también tiene un Honda S2000 F20C 2000. Él viene de una familia muy rica y tiene faltas leves (multas de estacionamiento, exceso de velocidad, etc.). También mata a Jesse en el final y él es asesinado por Brian.
- Reggie Lee es Lance Nguyen, el primo de Tran, él maneja motos con él y fue derribado por Dom, hiriéndolo de gravedad.
- Ted Levine es Sargento Tanner, sargento de la policía de Los Ángeles y el supervisor de Brian. Organizó la investigación con el FBI y la colocación de Brian encubierto.
- Thom Barry es Agente Bilkins, agente del FBI que organizó la operación conjunta con Tanner.
- Stanton Rutledge es Agente Muse, oficial que trabaja con Brian, Bilkins y Tanner.
- Noel Guglielmi es Hector, el organizador de la carrera en la que participaron Dom y Brian. Trabajaba para Tran.
- Ja Rule es Edwin, un piloto en la carrera que conduce un Acura Integra GS-R 1993.
- David Douglas es Corredor con rastas, un piloto en la carrera que conduce un Mazda RX-7 1993 blanco.
- RJ De Vera es Danny Yamato, un conductor en la carrera de resistencia que conduce un Honda Civic EJ2 1995.
- Vyto Ruginis es Harry, propietario de The Racer's Edge. Él es un informante de la policía de Los Ángeles, está bajo la supervisión de Brian para evitar 5 años de prisión por la venta de piezas de automóviles robados.
- Beau Holden es Ted Gassner, un traficante y reducidor de motores. Fue interrogado y torturado por Tran para averiguar en dónde estaban los motores que le estaba pidiendo.
- Neal H. Moritz es Millonario con Ferrari (cameo).
- Rob Cohen es Repartidor de Pizza Hut (cameo).
- Raul Limon es Hombre en carrera clandestina (cameo).
- F. Valentino Morales es Remolcador de contenedores (cameo).

## Doblaje
| Actor              | Personaje                           | Actor/Actriz de doblaje · México | Actor/Actriz de doblaje · España |
| ------------------ | ----------------------------------- | -------------------------------- | -------------------------------- |
| Paul Walker        | Brian O'Conner / Brian Earl Spilner | Jesús Barrero                    | Daniel García                    |
| Vin Diesel         | Dominic "Dom" Toretto               | Salvador Delgado                 | Juan Carlos Gustems              |
| Michelle Rodríguez | Leticia "Letty" Ortiz               | Pilar Escandón                   | Graciela Molina                  |
| Jordana Brewster   | Mia Toretto                         | Mayra Arellano                   | María del Mar Tamarit            |
| Chad Lindberg      | Jesse                               | Gerardo del Valle                | Alberto Mieza                    |
| Johnny Strong      | Leon                                | José Gilberto Vilchis            | Rafael Calvo                     |
| Matt Schulze       | Vince                               | Israel Magaña                    | José Luis Mediavilla             |
| Rick Yune          | Johnny Tran                         | Jorge García                     | José Javier Serrano              |
| Ted Levine         | Sargento Tanner                     | Paco Mauri                       | Ernesto Aura                     |
| Thom Barry         | Agente Bilkins                      | Carlos Águila                    | Miguel Ángel Jenner              |
| Noel Guglielmi     | Hector                              | Andrés García                    | Óscar Barberán                   |
| Vyto Ruginis       | Harry                               | Rafael Rivera                    | Javier Amilibia                  |
| Beau Holden        | Ted Gassner                         | Enrique Cervantes                | Carlos Vicente                   |
| Reggie Lee         | Lance Nyguyen                       | Luis Tenorio                     | Eduardo Elías                    |
| RJ De Vera         | Danny Yamato                        | Luis Tenorio                     |                                  |
| Ja Rule            | Edwin                               | Óscar Flores                     | Alfonso Vallés                   |
| David Douglas      | Corredor con rastas                 | Óscar Flores                     | Lucas Cisneros                   |
| Rob Cohen          | Repartidor de Pizza Hut             | Roberto Mendiola                 | Lucas Cisneros                   |
| Neal H. Moritz     | Millonario con Ferrari              | Roberto Mendiola                 | Lucas Cisneros                   |

## Automóviles

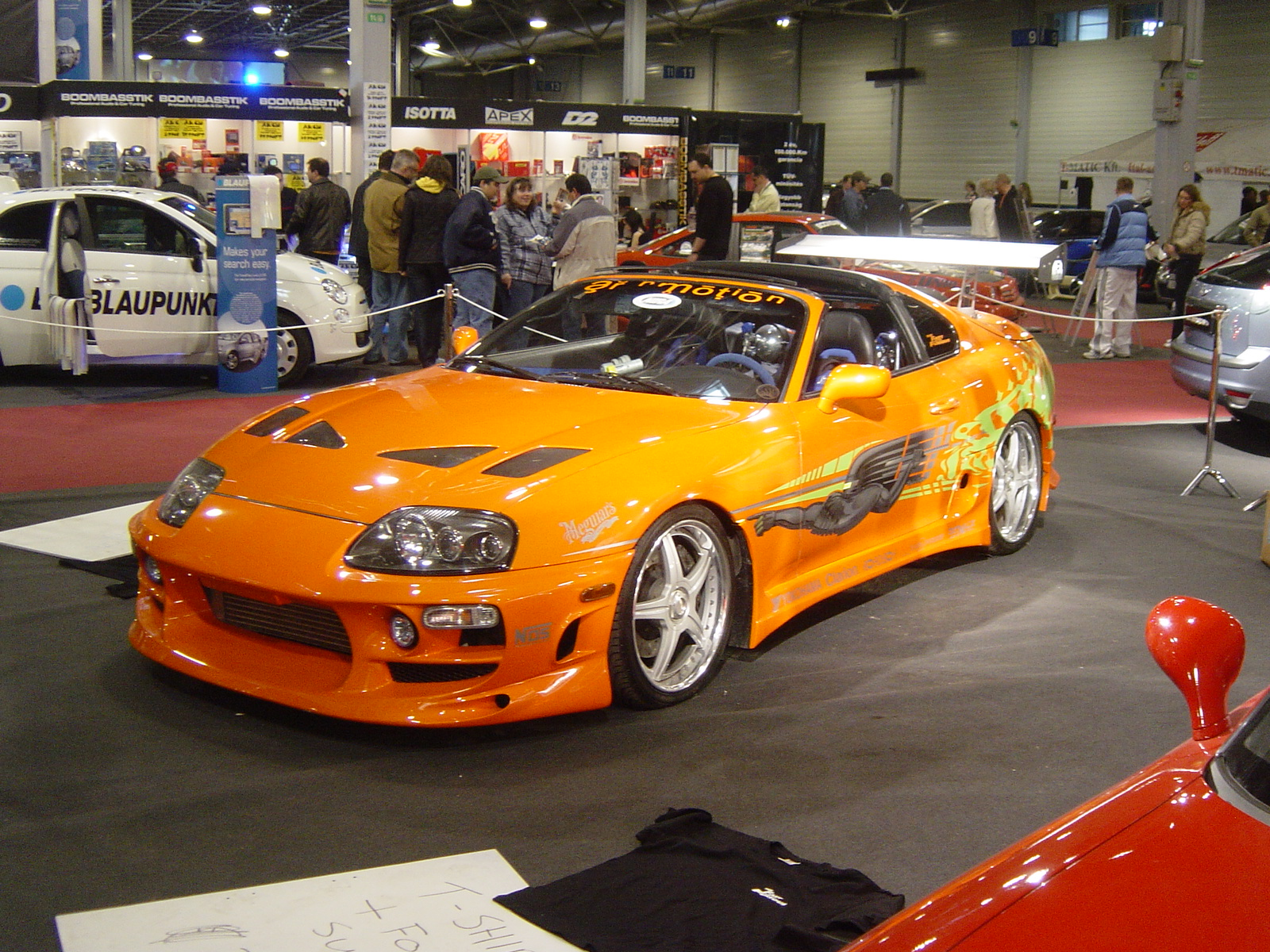
Toyota Supra 2JZ BiTurbo 1994 en una exposición.

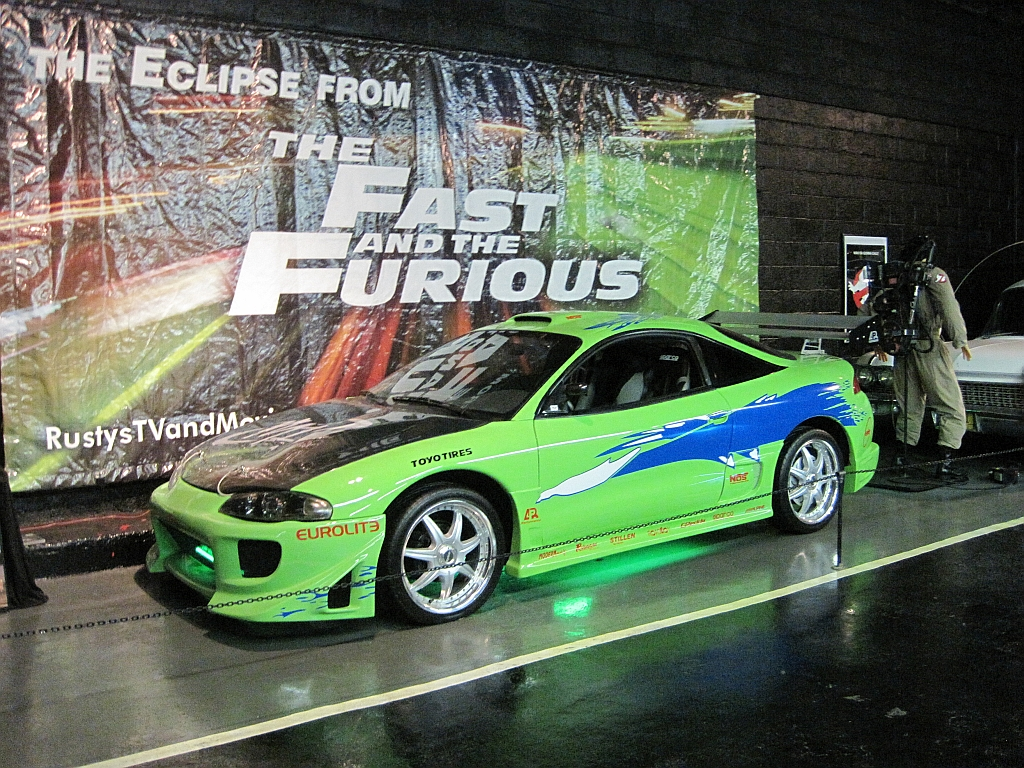
Mitsubishi Eclipse RS 420A 1995 en una exposición.

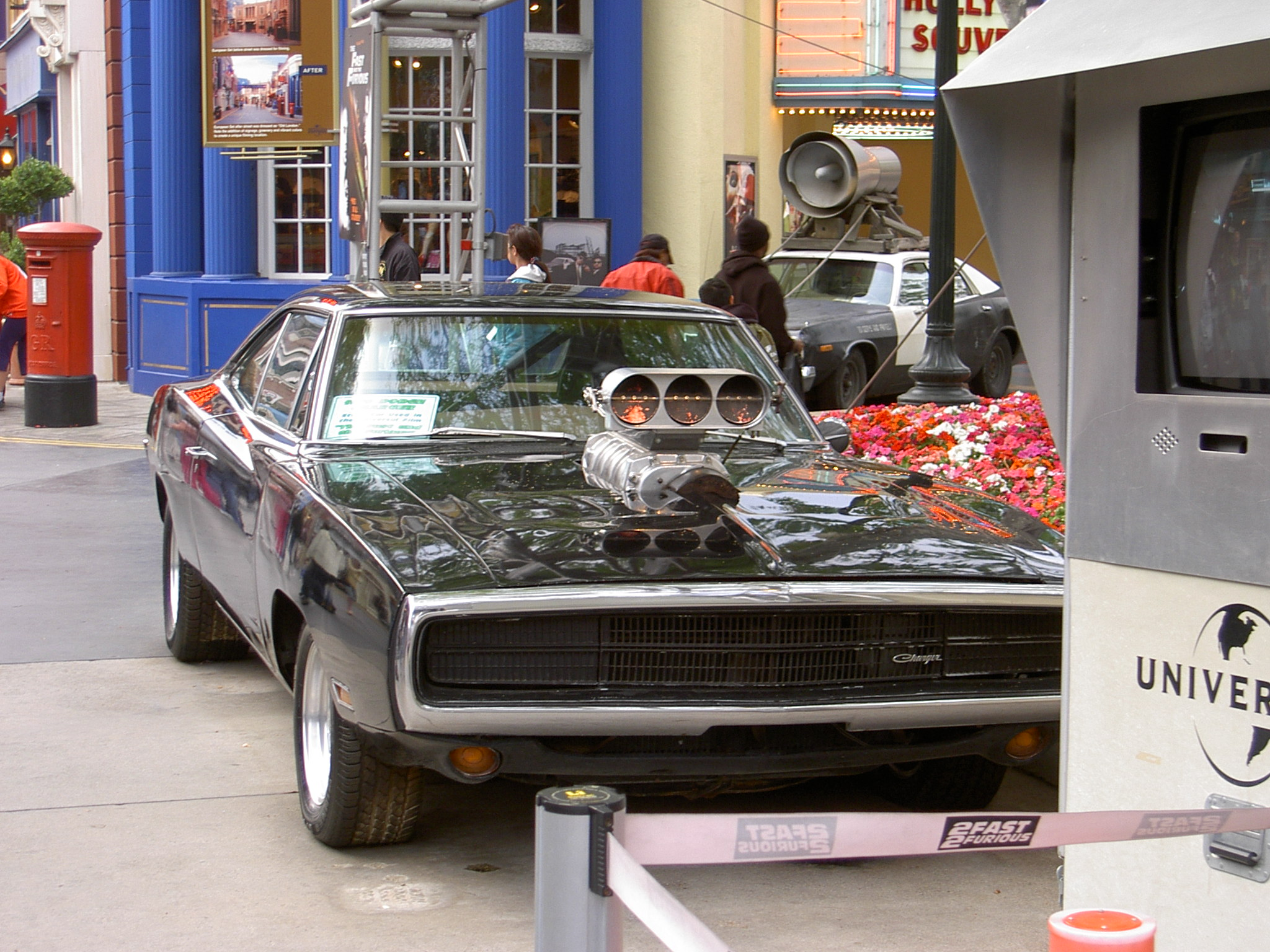
Dodge SuperCharger R/T 1970 en una exposición.

- 1995 Mitsubishi Eclipse RS 420A de Brian O'Conner.
- 1993 Mazda RX-7 FD3S Veilside de Dominic "Dom" Toretto.
- 1993 Nissan Skyline GT-R R33 de Leon.
- 1995 Volkswagen Jetta III de Jesse
- 1993 Nissan 240SX de Leticia "Letty" Ortiz.
- 1999 Nissan Maxima de Vince.
- 1992 Honda Civic EG de Hector.
- 1993 Acura Integra GS-R de Edwin.
- 1995 Honda Civic EJ2 de Danny Yamato.
- 1991 Acura Integra DC2 Type R de Mia Toretto.
- 1970 Dodge SuperCharger R/T de Dominic "Dom" Toretto.
- 1994 Toyota Supra 2JZ BiTurbo de Brian O'Conner.
- 2000 Honda S2000 F20C de Johnny Tran.
- 1999 Ferrari F355 Spyder de Millonario con Ferrari.
- 1995 Honda Civic EJ1 Turbo (x3) de Dominic "Dom" Toretto, Leticia "Letty" Ortiz y Leon.
- 1970 Chevrolet Chevelle SS de Dominic "Dom" Toretto.
- 1999 Ford F-150 SVT Lightning de Brian O'Conner.
- 1992 Ford Crown Victoria de Sargento Tanner.
- 1995 Mazda RX-7 FD de Corredor con rastas.

## Producción

### Desarrollo
El director Rob Cohen se inspiró para hacer la película después de leer un artículo de la revista Vibe titulado "Racer X" sobre las carreras callejeras en Nueva York y viendo una carrera callejera ilegal real por la noche en Los Ángeles, con el guion desarrollado originalmente por Gary Scott Thompson y Erik Bergquist. El título original de la película era  Redline  antes de que se cambiara a The Fast and the Furious. Roger Corman otorgó a Universal la licencia del uso del título de su película de 1954 The Fast and the Furious para que el título pueda usarse en este proyecto. David Ayer fue llevado al proyecto para ayudar a reelaborar el guion. Ayer lo cambió de la "historia en su mayoría blanca y suburbana" en Nueva York a uno diverso en Los Ángeles.
El productor Neal H. Moritz, que había trabajado previamente con Paul Walker en la película The Skulls (2000), le dio un guion al actor y le ofreció el papel de Brian O'Conner. A Eminem se le ofreció el papel de OConner, pero lo rechazó para trabajar en su propia película 8 Mile mientras que Mark Wahlberg y Christian Bale fueron también considerados para el papel. Originalmente, el estudio les dijo a los productores que darían luz verde a la película si conseguían que Timothy Olyphant interpretara el papel de Dominic Toretto. Sin embargo, Olyphant, que había protagonizado el éxito de taquilla del año anterior 60 segundos, con temática de coches, declinó el papel. En cambio, Moritz sugirió a Vin Diesel, a quien hubo que convencer para que asumiera el papel a pesar de que hasta ese momento solo había desempeñado papeles secundarios. El papel de Mia Toretto se escribió originalmente para Eliza Dushku, pero ella rechazó el papel, y Sarah Michelle Gellar, Jessica Biel, Kirsten Dunst y Natalie Portman audicionaron para el personaje.

### Rodaje
La película se rodó en varios lugares dentro de Los Ángeles y partes del sur de California, de julio a octubre de 2000. Los lugares clave incluyeron Dodger Stadium (en la escena inicial donde Brian prueba su Eclipse en el estacionamiento), Angelino Heights, Silver Lake y Echo Park (los barrios alrededor de la casa de Toretto), así como Little Saigon (donde Tran destruye el Eclipse) y el Aeropuerto Internacional de San Bernardino (la sede de Race Wars, que atrajo a más de 1500 propietarios y entusiastas de automóviles importados). Toda la escena del último atraco a la plataforma fue filmada a lo largo de Domenigoni Parkway en el lado sur de San Jacinto/Hemet y en el valle de San Jacinto cerca al lago Diamond Valley.
Antes de la filmación, tanto Jordana Brewster como Michelle Rodriguez no tenían licencias de conducir, así que tomaron lecciones de manejo durante la producción. Para la escena culminante de la carrera entre Brian y Toretto, se filmaron tomas separadas de ambos vagones cruzando la vía férrea y el tren cruzando la calle, y luego se compusieron para dar la ilusión de que el tren esquiva por poco los vagones. Se usó una barra de acero larga como rampa para que el automóvil de Toretto chocara contra el camión y volara en el aire.
Se filmó un final alternativo titulado "Más que furioso" (More Fast and Furious), en el que Tanner deja a Brian en la casa de Toretto, donde se encuentra con Mia empacando, con la intención de mudarse. Brian revela que renunció a la policía de Los Ángeles, que lo dejó ir en silencio y que quiere otra oportunidad con ella. Cuando Mia le dice que no va a ser tan sencillo, Brian le dice que tiene tiempo. Este final fue lanzado en la versión de DVD del paquete de colección.
Durante el rodaje de la película, setenta y ocho coches quedaron destrozados tanto dentro como fuera de la pantalla. De los setenta y ocho autos, se mostró que tres autos fueron destruidos solo en el avance de la película.

### Banda sonora
La partitura de la película fue compuesta por el productor musical BT, mezclando electrónica con hip-hop e influencias industriales. Se lanzaron dos bandas sonoras para la película. La primera presenta principalmente música hip-hop y rap. El segundo, titulado More Fast and Furious, presenta canciones de metal alternativo, post-grunge y nu metal, así como pistas seleccionadas de la partitura de BT. e influencias industriales. Se lanzaron dos bandas sonoras para la película. El primero presenta principalmente música hip-hop y rap. El segundo, titulado More Fast and Furious, presenta canciones de metal alternativo, post-grunge y nu metal, así como pistas seleccionadas de la partitura de BT.
La banda sonora de The Fast and the Furious es:

| N.º | Título                                                            | Performer(s)    | Duración |  |
| 1.  | «Good Life» (Remix) con Ja Rule, Vita y Cadillac Tah)             | Faith Evans     | 3:59     |  |
| 2.  | «POV City Anthem»                                                 | Caddillac Tah   | 4:53     |  |
| 3.  | «When a Man Does Wrong»                                           | Ashanti         | 4:50     |  |
| 4.  | «Race Against Time Part 2» (featuring Ja Rule)                    | Tank            | 5:10     |  |
| 5.  | «Furious» (con Vita y O1)                                         | Ja Rule         | 4:18     |  |
| 6.  | «Take My Time Tonight»                                            | R. Kelly        | 4:29     |  |
| 7.  | «Suicide» (con I.G.)                                              | Scarface        | 3:53     |  |
| 8.  | «The Prayer»                                                      | Black Child     | 3:38     |  |
| 9.  | «Tudunn Tudunn Tudunn (Make U Jump)» (con Noreaga)                | Funkmaster Flex | 2:41     |  |
| 10. | «Hustlin'» (featuring Armageddon)                                 | Fat Joe         | 3:18     |  |
| 11. | «Freestyle»                                                       | Boo & Gotti     | 2:52     |  |
| 12. | «Rollin' (canción de Limp Bizkit)» (con DMX, Redman y Method Man) | Limp Bizkit     | 3:35     |  |
| 13. | «Life Ain't a Game»                                               | Ja Rule         | 3:32     |  |
| 14. | «Cali Diseaz» (con Nate Dogg)                                     | Shade Sheist    | 4:00     |  |
| 15. | «Didn't I»                                                        | Petey Pablo     | 4:03     |  |
| 16. | «Put It on Me» (Remix (con Vita y Lil' Mo))                       | Ja Rule         | 4:42     |  |
| 17. | «Justify My Love» (con Ashanti)                                   | Vita            | 5:37     |  |
| 18. | «Polkas Palabras»                                                 | Molotov         | 3:23     |  |

- Fuel --> Canción que finalmente no entró en la banda sonora de Rápido y Furioso donde se le aplicó censura al verso de la misma.

La banda orquestal de la película es The Fast And The Furious: Score y es compuesa por Brian Transeau (BT)
| N.º | Título                           | Duración |  |
| 1.  | «The Fast And The Furious Theme» | 06:41    |  |
| 2.  | «Ditch The Fuzz»                 | 01:44    |  |
| 3.  | «Title Sequence»                 | 02:37    |  |
| 4.  | «Enter The Eclipse»              | 01:34    |  |
| 5.  | «The Team Arrives»               | 02:12    |  |
| 6.  | «Dominic’s Story»                | 01:49    |  |
| 7.  | «First Race»                     | 05:58    |  |
| 8.  | «Motorcycle To Saigon»           | 01:22    |  |
| 9.  | «Brian Saves Dominic»            | 01:35    |  |
| 10. | «Breaking Into Johnny’s Garage»  | 02:00    |  |
| 11. | «Entering The Shop»              | 03:41    |  |
| 12. | «Race Wars (Night Rave)»         | 03:19    |  |
| 13. | «The Train Race»                 | 01:47    |  |
| 14. | «Hand The Keys»                  | 01:09    |  |
| 15. | «The Hi-Jacking»                 | 01:08    |  |
| 16. | «Race Wars»                      | 03:19    |  |
| 17. | «All Kinds Of Family»            | 01:07    |  |
| 18. | «Smoke The Ferrari»              | 01:09    |  |
| 19. | «Jesse Loses Pink Slip»          | 01:11    |  |
| 20. | «Nocturnal Transmission (Edit)»  | 03:11    |  |
| 21. | «Speed Of Light»                 | 01:45    |  |
| 22. | «Fourth Floor»                   | 02:55    |  |
| 23. | «End Credits (Montage)»          | 05:57    |  |
| 24. | «Title Sequence (Vocals)»        | 02:35    |  |

## Estreno

### Taquilla
La película se estrenó el 22 de junio de 2001 en América del Norte y ocupó el puesto número 1 en la taquilla, ganando $ 40,089,015 durante su primer fin de semana. Su estreno más amplio fue de 2889 salas. Durante su ejecución, la película ha recaudado un total nacional de $ 144,533,925 junto con un total internacional de $ 62,750,000, lo que hace que su total mundial sea de $ 207,283,925 con un presupuesto de $ 38 millones.

### Medios caseros
La película fue estrenada en formatos DVD y VHS el 2 de enero de 2002. El lanzamiento del DVD vendió 2,1 millones de copias durante su primer día de lanzamiento, lo que lo convierte en la segunda mayor venta de DVD en un solo día de cualquier película, detrás de Pearl Harbor. La película también ganó $ 18,6 millones en alquileres de DVD, que fue el más alto en ese momento, superando a Naufrago. Mantendría este récord durante cuatro meses hasta que fue superado por Harry Potter y la cámara secreta en mayo de ese año. Más de 5,5 millones de unidades de vídeo doméstico se vendieron en abril de 2002. Un segundo DVD, denominado "Edición engañada", se lanzó el 3 de junio de 2003 y presenta The Turbo Charged Prelude for 2 Fast 2 Furious, un cortometraje que marcó el tono de la secuela de la película. Una versión abreviada del cortometraje también se encuentra en el lanzamiento del DVD de la secuela.

## Recepción

### Crítica
La película recibió críticas mixtas de los críticos, con críticas por su guion y caracterización, pero elogios por las secuencias de acción y las actuaciones de Walker y Diesel, con la película considerada su rol de avances. Tuvo una puntuación del 58 % en el agregador de reseñas Rotten Tomatoes. La película fue un éxito comercial, recaudando $ 207 millones en todo el mundo, convirtiéndose en la 19.ª película más taquillera de 2001.

### Premios y nominaciones
| Premio                                              | Categoría                                                                       | Candidato(s) | Resultado |
| --------------------------------------------------- | ------------------------------------------------------------------------------- | --- | --------- |
| AFI Award                                           | Director de fotografía del año                                                  | Ericson Core | Nominado  |
| Premios ALMA                                        | Mejor canción en la banda sonora de una película                                | The Fast and the Furious for the song "Put It On Me" | Nominados |
| Premio ASCAP                                        | Canciones de películas más interpretadas                                        | Ja Rule for the song "Put It On Me" | Ganador   |
| Premios Black Reel                                  | Mejor actor teatral                                                             | Vin Diesel | Nominados |
| Premios BMI                                         |                                                                                 | BT | Ganador   |
| Golden Trailer                                      | Mejor película de acción                                                        | The Fast and the Furious | Nominados |
| Premio Revelación de Hollywood                      | Actor revelación                                                                | Paul Walker | Ganador   |
| Golden Reel Award (Editores de sonido de películas) | Mejor edición de sonido (efectos y foley) en largometraje nacional              | Bruce Stambler (editor supervisor de sonido) Jay Nierenberg (editor supervisor de sonido) Michael Dressel (editor supervisor de Foley) Steve Mann (editor de sonido) Kim Secrist (editor de sonido) Steve Nelson (editor de sonido) Howard Neiman (editor de sonido) Glenn Hoskinson (editor de sonido) Tim Walston (diseñador de efectos de sonido) Charles Deenen (diseñador de efectos de sonido) Scott Curtis (editor de Foley) Dan Yale (editor de Foley)                       | Nominados |
| Golden Reel Award (Editores de sonido de películas) | Mejor edición de sonido (diálogos y ADR) en largometraje nacional               | Bruce Stambler (editor supervisor de sonido) Jay Nierenberg (editor supervisor de sonido) Becky Sullivan (editora supervisora de diálogos/editora supervisora de dirección) Mildred Iatrou (editora de diálogos) Donald L. Warner Jr. (editor de diálogos) Robert Troy (editor de diálogos) Paul Curtis (editor de diálogos) William Dotson (editor de diálogos) Cathie Speakman (editora de diálogos) Nicholas Vincent Korda (editor de dirección) Lee Lemont (editor de dirección) | Nominados |
| MTV Movie Award                                     | Best On-Screen Team                                                             | Vin Diesel Paul Walker | Ganadores |
| MTV Movie Award                                     | Mejor película                                                                  | The Fast and the Furious | Nominada  |
| MTV Movie Award                                     | Mejor interpretación masculina                                                  | Vin Diesel | Nominado  |
| MTV Movie Award                                     | Mejor actor revelación                                                          | Paul Walker | Nominado  |
| MTV Movie Award                                     | Mejor secuencia de acción                                                       | The Fast and the Furious | Nominado  |
| Premios Stinkers                                    | Partitura musical más intrusiva                                                 | | Ganador   |
| Premios Taurus                                      | Best Driving                                                                    | Matt Johnston Mike Justus Debbie Evans Tim Trella Christopher J. Tuck Kevin Scott (semi driver) | Ganador   |
| Premios Taurus                                      | Mejor trabajo con un vehículo                                                   | Christopher J. Tuck Mike Justus | Ganador   |
| Premios Taurus                                      | Mejor acrobacia realizada por una especialista                                  | Debbie Evans | Ganador   |
| Premios Taurus                                      | Mejor truco realizado por un especialista                                       | Christopher J. Tuck Tim Trella | Ganador   |
| Premios Taurus                                      | Mejor coordinador de especialistas y/o director de segunda unidad: largometraje | Mic Rodgers | Ganador   |
| Premios Taurus                                      | Mejor trabajo con un vehículo                                                   | Jimmy N. Roberts | Nominado  |
| Premios Taurus                                      | Golpe difícil                                                                   | Mike Justus | Nominado  |
| Teen Choice Awards                                  | Mejor película                                                                  | Rick Yune | Nominado  |
| Teen Choice Awards                                  | Ataque de rabia                                                                 | Vin Diesel | Nominado  |
| Teen Choice Awards                                  | Escena de pelea                                                                 | Paul Walker vs. Rick Yune | Nominados |
| Teen Choice Awards                                  | Película de verano                                                              | The Fast and the Furious | Nominados |

## Mercaderías

### Videojuego

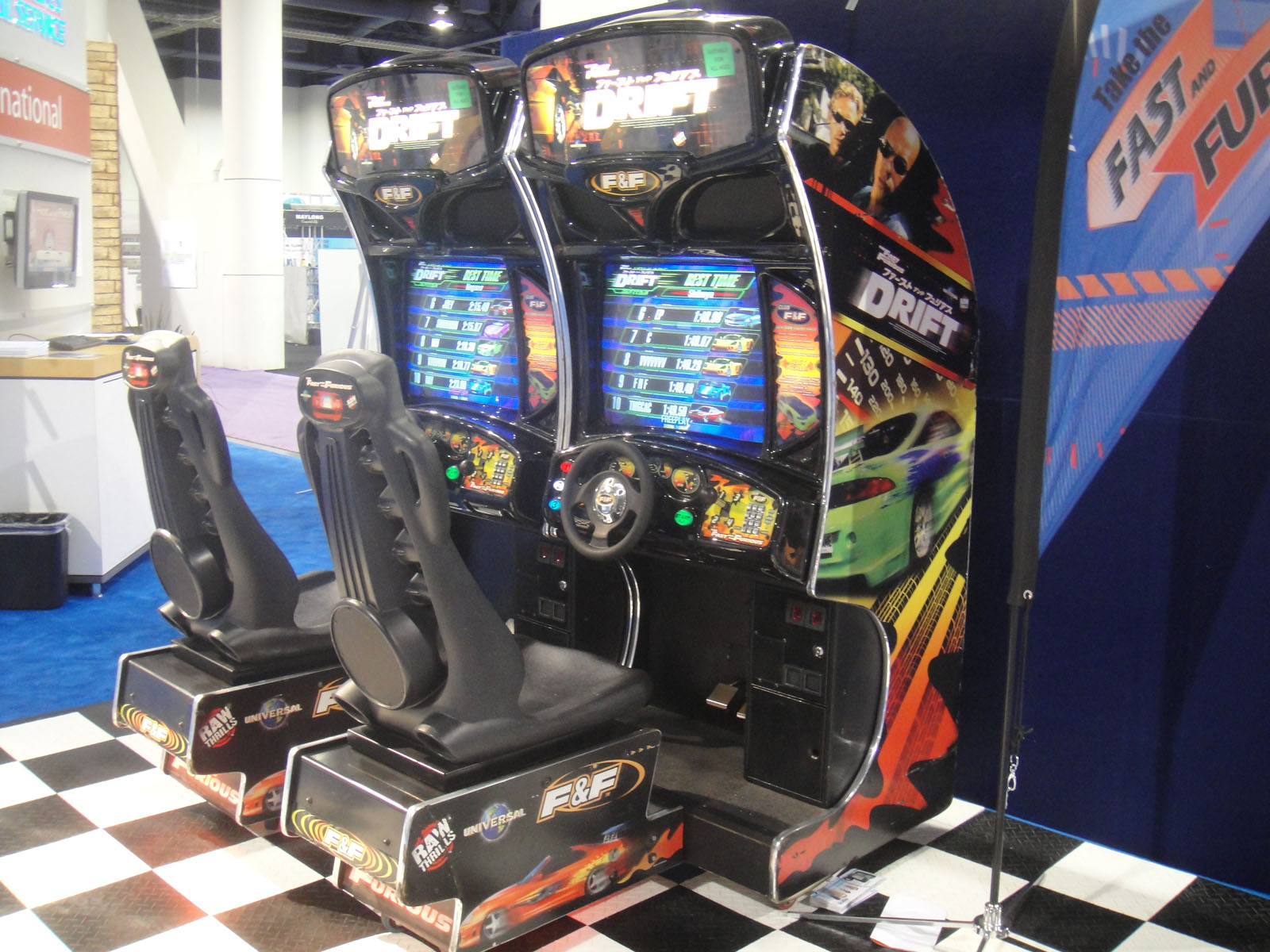
Máquina recreativa del juego.

La saga de películas ha generado varios videojuegos de carreras arcade, para PlayStation 2 y PlayStation Portable y ha servido de inspiración para crear dos videojuegos de la famosa saga Need for Speed los cuales son: Need for Speed: Most Wanted y Need for Speed: Carbon y como dato curioso Paul Walker ayudó en el desarrollo de Need for Speed: Most Wanted siendo consultor del mismo.
The Fast and the Furious el juego fue lanzado por Raw Thrills en 2004.
En 2006, The Fast and the Furious (ファスト・アンド・フュリアス) fue lanzado para PlayStation 2 y PlayStation Portable.

### Juguetes
Racing Champions comercializó réplicas de los coches de la película en diferentes escalas, desde 1/18 a 1/64. RadioShack vendió varias versiones de los coches por radiocontrol en 2002.